# تام ولف
توماس وسترمن "تام" ولف (متولد ۱۷ نوامبر ۱۹۴۸) یک سیاستمدار و تاجر اهل ایالات متحده آمریکا است که به عنوان چهل و هفتمین فرماندار پنسیلوانیا فعالیت می‌کند که از ۲۰ ژانویه ۲۰۱۵ این مسئولیت را بر عهده گرفته است. او یک دموکرات است که در انتخابات سال ۲۰۱۴ تام کوربت فرماندار جمهوری‌خواه سابق را شکست داد و جایگزین او شد. او پیش از این از آوریل ۲۰۰۷ تا نوامبر ۲۰۰۸ سمت دبیر بخش درآمد پنسیلوانیا را داشت.